# Jacanes
Les jacanes són un grup d'ocells camallargs que formen la família de jacànids (Jacanidae). La paraula «jacana» prové del tupí, a través del portuguès del Brasil.

## Morfologia
Són ocells mitjans, que fan una llargària de 15 – 30 cm (excepte les del gènere Hydrophasianus, dotades d'una llarga cua) i un pes de 75 – 160 g. Freqüentment cap i coll contrastats de blanc i negre, zona dorsal de diferents tons de marró. La característica més notable són els peus dotats d'uns dits llarguíssims que els permeten caminar sobre la vegetació flotant. Tenen becs aguts i ales arrodonides, i sovint carúncules facials. Els sexes són similars, malgrat que la femella és una mica major.

## Ecologia
Les jacanes viuen en llacs poc profunds, amb vegetació flotant, per les zones tropicals de tot el món. La major part de les espècies són sedentàries, però les del gènere Hydrophasianus migren des del nord de la seva àrea de distribució fins a l'Índia peninsular i el sud-est asiàtic. Com altres famílies de caradriformes, els mascles comparteixen la responsabilitat de la incubació, i hi ha espècies poliàndriques. Els nius són estructures relativament febles sobre la vegetació flotant. En ells ponen 3 – 4 ous brillants, amb taques i ratlles fosques. Coven els ous durant 21 – 25 dies. Després de l'eclosió els pollets romanen al niu diverses setmanes. La dieta consisteix en insectes i altres animalets aquàtics de la superfície de l'aigua o de la vegetació flotant.

## Taxonomia
La família Jacanidae forma part de l'ordre dels caradriformes (Charadriiformes). Segons la Classificació del Congrés Ornitològic Internacional (versió 13.2, 2023) aquesta família conté 6 gèneres i 8 espècies:
- Gènere Actophilornis, amb dues espècies.
- Gènere Hydrophasianus, amb una espècie: jacana cua de faisà (Hydrophasianus chirurgus).
- Gènere Irediparra, amb una espècie: jacana australiana (Irediparra gallinacea).
- Gènere Jacana, amb dues espècies.
- Gènere Metopidius, amb una espècie: jacana d'ales bronzades (Metopidius indicus).
- Gènere Microparra, amb una espècie: jacana menuda (Microparra capensis).

En la classificació de Sibley-Ahlquist, Jacanidae és una família de l'ordre Ciconiiformes.